# Tupá
Tupá (em húngaro: Kistompa) é um município da Eslováquia, situado no distrito de Levice, na região de Nitra. Tem 11,97 km² de área e sua população em 2018 foi estimada em 590 habitantes.

## Demografia
| Ano:        | 1994 | 2004   | 2014   | 2024   |
| ----------- | ---- | ------ | ------ | ------ |
| Broj ljudi: | 643  | 620    | 599    | 554    |
| Razlika:    |      | -3,57% | -3,38% | -7,51% |

| Ano:               | 2023 | 2024   |
| ------------------ | ---- | ------ |
| Número de pessoas: | 565  | 554    |
| Diferença:         |      | -1,94% |